# Casa de Gentili

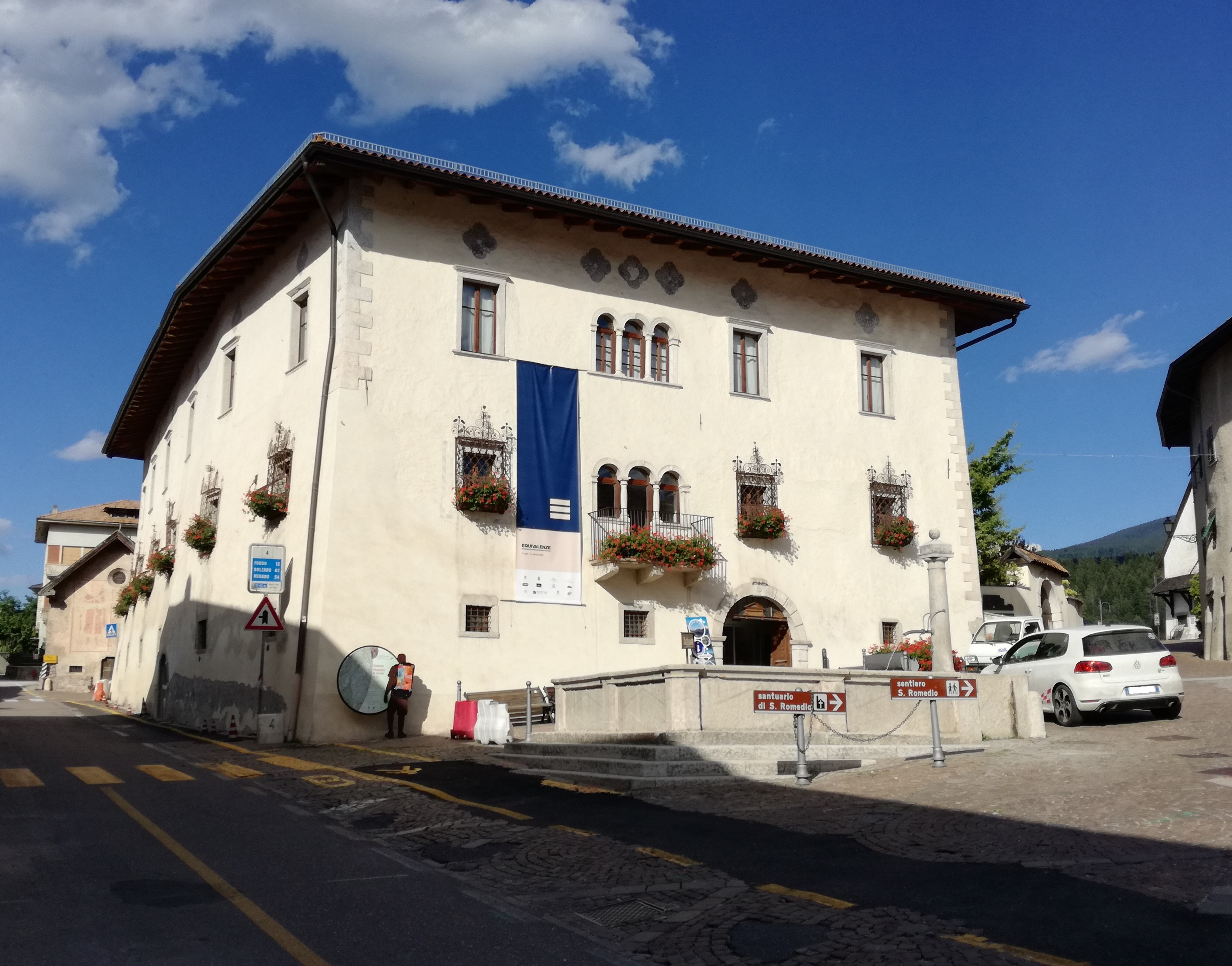
Casa de Gentili – Hauptfassade und Westseite

Casa de Gentili ist ein Renaissance-Palast und Herrenhaus in der italienischen Gemeinde Sanzeno im Trentino. Er zählt zu den bedeutendsten Palästen des Nonstals.

## Geschichte
Der Bau ist nach der Adelsfamilie de Gentili benannt. Letztere gehörten dem Landadel des Nonstales an und stammten ursprünglich aus Denno im unteren Nonstal. In Denno sind ihre Vorfahren seit dem 12. Jahrhundert dokumentiert. Angehörige der Familie ließen sich Anfang der 16. Jahrhunderts in Sanzeno nieder. Sie sollten sich später vor allem als Apotheker einen Namen machen. Erstes Zeugnis über die De Gentili in Sanzeno gibt ein 1533 ausgestellter Adelsbrief für den in Sanzeno ansässigen Giorgio de Gentili.
Das Gebäude wurde im 16. Jahrhundert errichtet und war 1569 fertiggestellt, wie aus einer Inschrift im Inneren des Gebäudes hervorgeht. Es ruht vermutlich auf einem älteren Vorgängerbau. Im Laufe des 17. Jahrhunderts wurde er in ein Palast umgewandelt, der mit Triforien-Rundbögenfenstern, schmuckvollen Eingangsportal, Steinbalkon und Fenstergittern ausgeschmückt wurde. Mit Ausnahme einer im 19. Jahrhundert errichteten Innentreppe, wurden sonst keine weiteren baulichen Veränderungen vorgenommen.
Der Palazzo war bis 1996 bewohnt und ging anschließend in den Besitz der Gemeinde Sanzeno über, die ihn restaurieren ließ. Es wird für Ausstellungen sowie kulturelle Veranstaltungen genutzt und ist Sitz des Kulturvereins Centro Culturale d’Anaunia sowie einer Gaststätte.

## Beschreibung

### Fassade
Casa de Gentili liegt am Hauptplatz von Sanzeno. Der im Stil der Spätrenaissance errichtete Bau steht auf einem von West nach Ost leicht ansteigenden Gelände, wobei das Straßenniveau an der Ostseite etwa sechs Meter höher liegt. An seiner Ostseite liegt ein zweigeteilter, ummauerter Außenbereich mit einer öffentlichen kleinen Grünfläche und einem überdachten Außenhof, der von der Gaststätte genutzt wird. Am südlichen Abschluss der Ostfassade liegt eine Rampe, die zum östlichen Eingangsportal führt. Der Schlussstein des Portals ist mit 1673 datiert.
Der auffälligen Hauptfassade an der Südseite steht eine einfach gehaltene Nordfassade gegenüber. Auf dieser Seite wird das unterschiedliche Straßenniveau im Vergleich zur Südseite noch augenscheinlicher und der Bau wirkt wesentlich kleiner. Wie an der Ostfassade führt hier eine kurze Rampe von der Straße zum nördlichen Eingangsportal. Schräg gegenüber liegt die mit Fresken geschmückte Kapelle Sant’Alessandro, die einem der drei in Sanzeno getöteten christlichen Märtyrer geweiht ist. An der Westseite des Baus führt direkt die Staatsstraße SS 43dir vorbei. Die Westfassade fällt durch die massiven Fenstergitter im ersten Stock auf. Die Gitter stammen aus dem 18. Jahrhundert, wurden aber nicht zum gleichen Zeitpunkt angebracht. Die ältesten befinden sich an der südseitigen Hauptfassade. Sie zeigen Ähnlichkeiten mit Fenstergittern, wie sie in Eppan und Neumarkt zu finden sind, und zeugen von den engen Beziehungen, die die Hausbesitzer mit dem Südtiroler Raum pflegten. Auf der mit Intarsien geschmückten Holztüre des Eingangsportals der Hauptfassade ist auf dem mittleren Türflügel das Stammwappen der De Gentili angebracht. Der Schlussstein des Portals trägt das Datum 1694. Nach Negri sollte die schmuckvoll zum Hauptplatz von Sanzeno gerichtete Hauptfassade vor allem die Hausbesitzer verherrlichen.

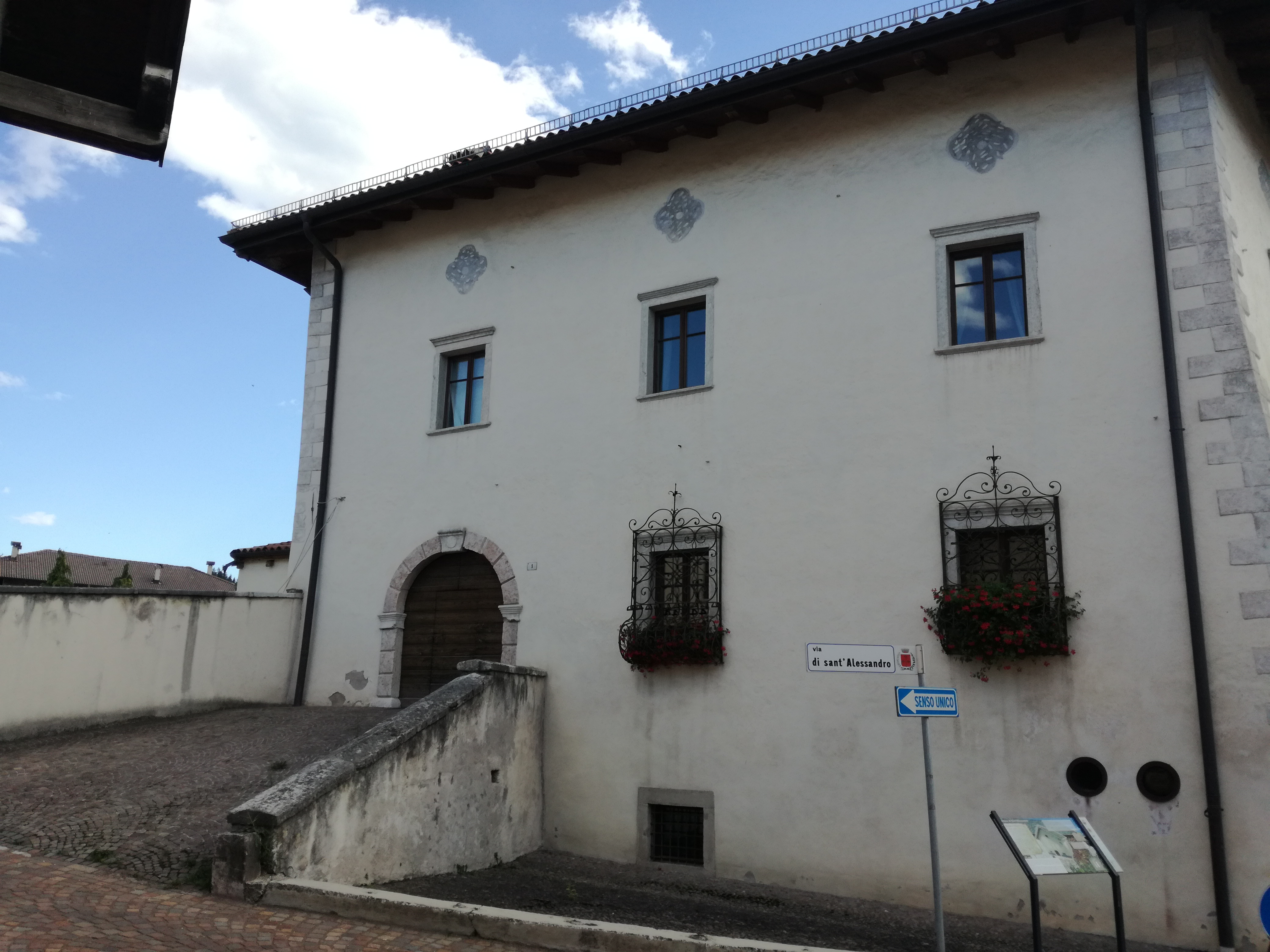
Nordseite
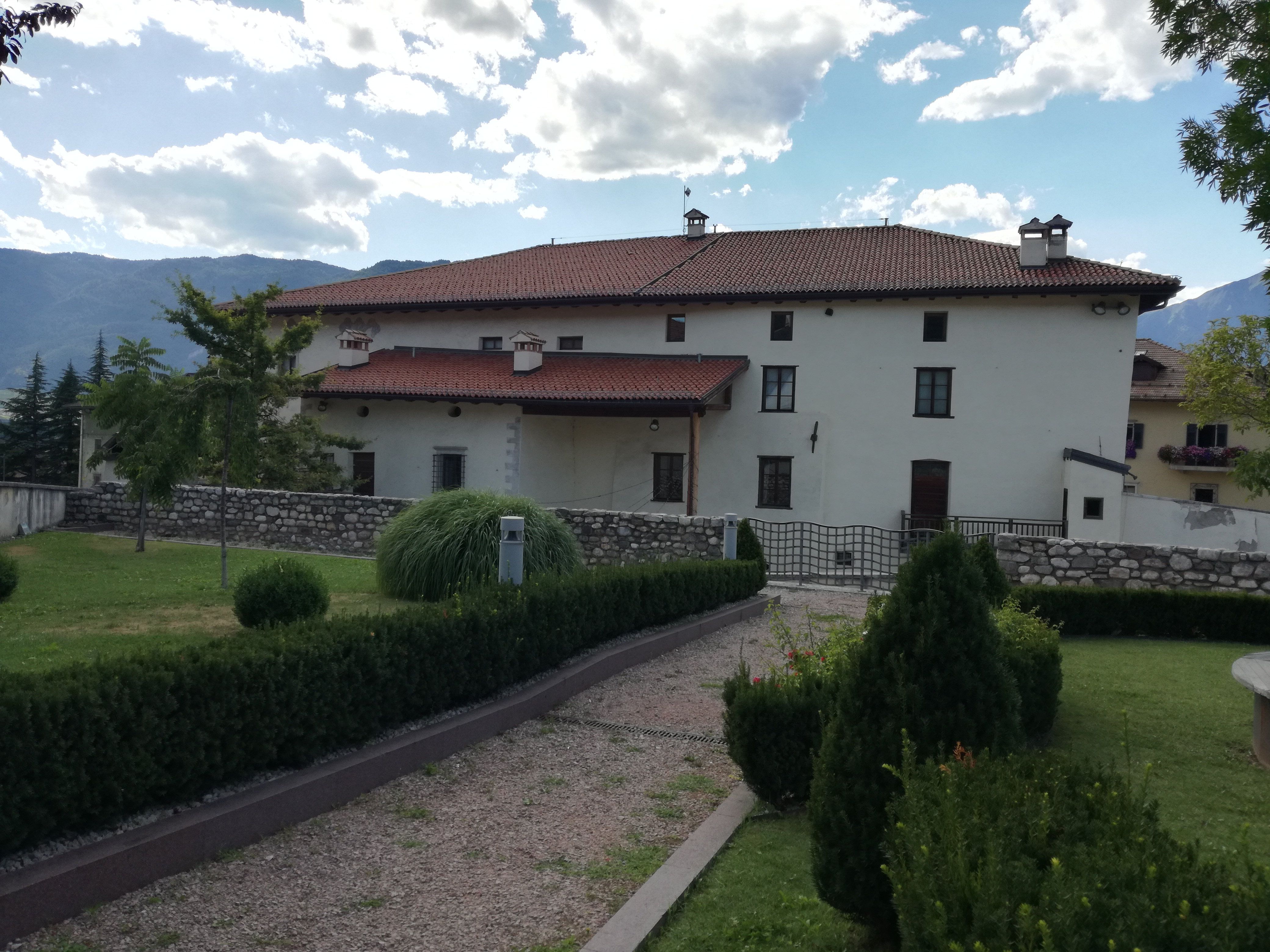
Ostseite
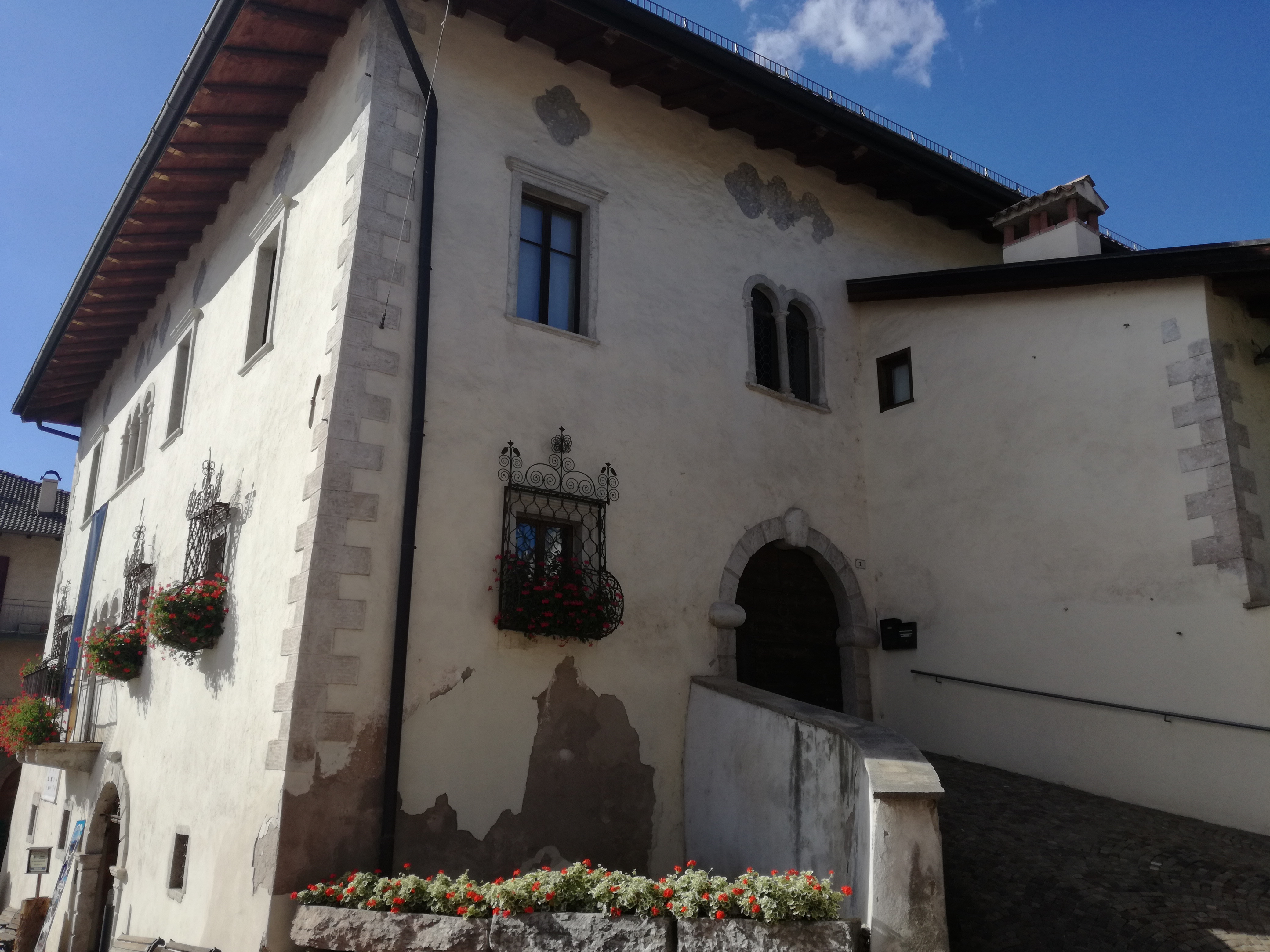
Hauptfassade Ecke Ostseite

### Innenräume
Der 1800 m² große Palast besitzt drei Stockwerke, einen eingeschossigen Keller und ein Dachgeschoss. Das Erdgeschoss wurde im Laufe der Zeit durch Umbauten mehrmals verändert und weist deshalb einen ungleichmäßigen Aufbau auf. Die Gewölbe im Erdgeschoss dienten als Lagerräume, einige womöglich auch als Ställe für kleinere Nutztiere. Im Raum links neben dem Eingangsbereich befand sich einst das Labor des 1993 verstorbenen Apothekers und Heilpflanzenverkäufers Guido de Gentili.
Im ersten Obergeschoss befindet sich mit dem Somass der für die Landhäuser im Trentino und insbesondere im Nonstal charakteristische zentrale Saal des Gebäudes. Er diente einst als Tenne und war über das nördliche Eingangsportal und die anschließende karrenbreite Rampe direkt mit der Straße verbunden. Des Weiteren finden sich auf diesem Stockwerk die Küche, kleinere Salons und die Schlafzimmer. In einem ausgetäfelten Raum im südwestlichen Eck des Gebäudes steht ein in Sfruz hergestellter Kachelofen aus dem 19. Jahrhundert. Der daran angrenzende Raum fällt durch seine reich dekorierte Decke auf, die unter anderem mit Blumenmotiven geschmückt ist.
Im zweiten Obergeschoss ist der Piano nobile untergebracht. Die vor allem der Repräsentanz vorbehaltenen Räume sind größer als die Räume im darunterliegenden Geschoss und weisen reichhaltigere Dekorationen auf. Besondere Erwähnung verdient hier der Salone degli Stucchi (dt. Stucksalon). Der auch als Meisterwerk des Rokoko bezeichnete 65 m² große Saal wurde von einem unbekannten Künstler lombardischer Schule mit Stuckarbeiten ausgeschmückt. Neben dem Stammwappen der De Gentili sind allegorisch die vier Jahreszeiten dargestellt, die stilistisch von den Arbeiten des Stuckateurs Andreas Moosbrugger und seines Sohnes Johann beeinflusst sind. Die Deckenrosette ist mit Amoretten geschmückt. Neben einer weiteren kleineren Küche befinden sich im zweiten Obergeschoss an der Ostseite die Familienkapelle sowie eine Ölgemäldesammlung. Auf den etwa 20 Gemälden sind vor allem Mitglieder der Familie De Gentili abgebildet, die im 18. Jahrhundert von mehreren unbekannten Künstlern geschaffen wurden. Ebenso unbekannt geblieben ist der Großteil der Porträtierten. Identifiziert werden konnte das Abbild von Giovanni Giorgio Giuseppe de Gentili (1740–1782), der als Hauptmann auf Burg Andraz im Dienste des Fürstbischofs von Brixen stand. Abgebildet sind zudem die Erzherzogin von Österreich Maria Theresia und ihr Sohn Joseph II. sowie Karl Borromäus.

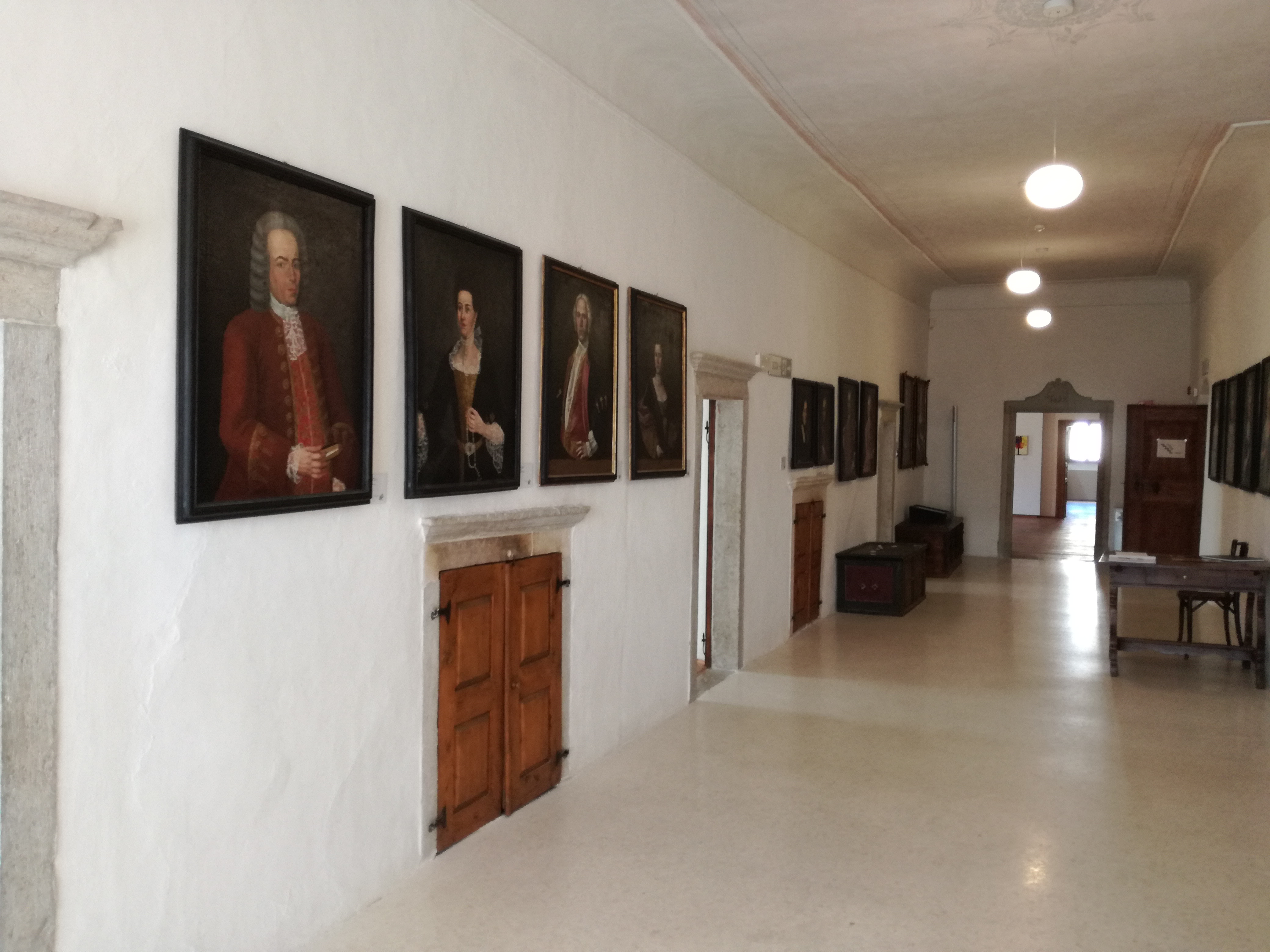
Piano nobile
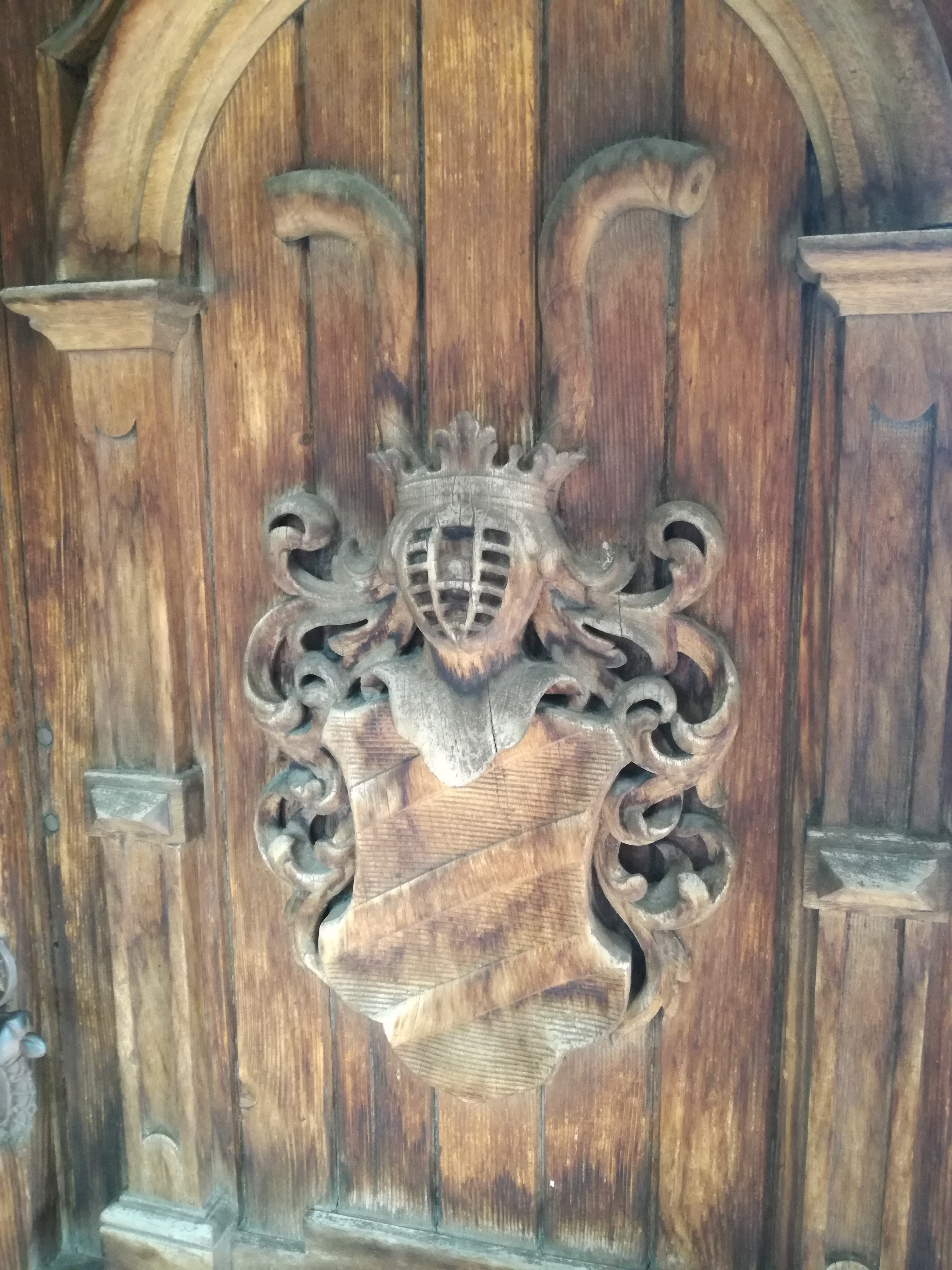
Wappen der De Gentili am Eingangsportal
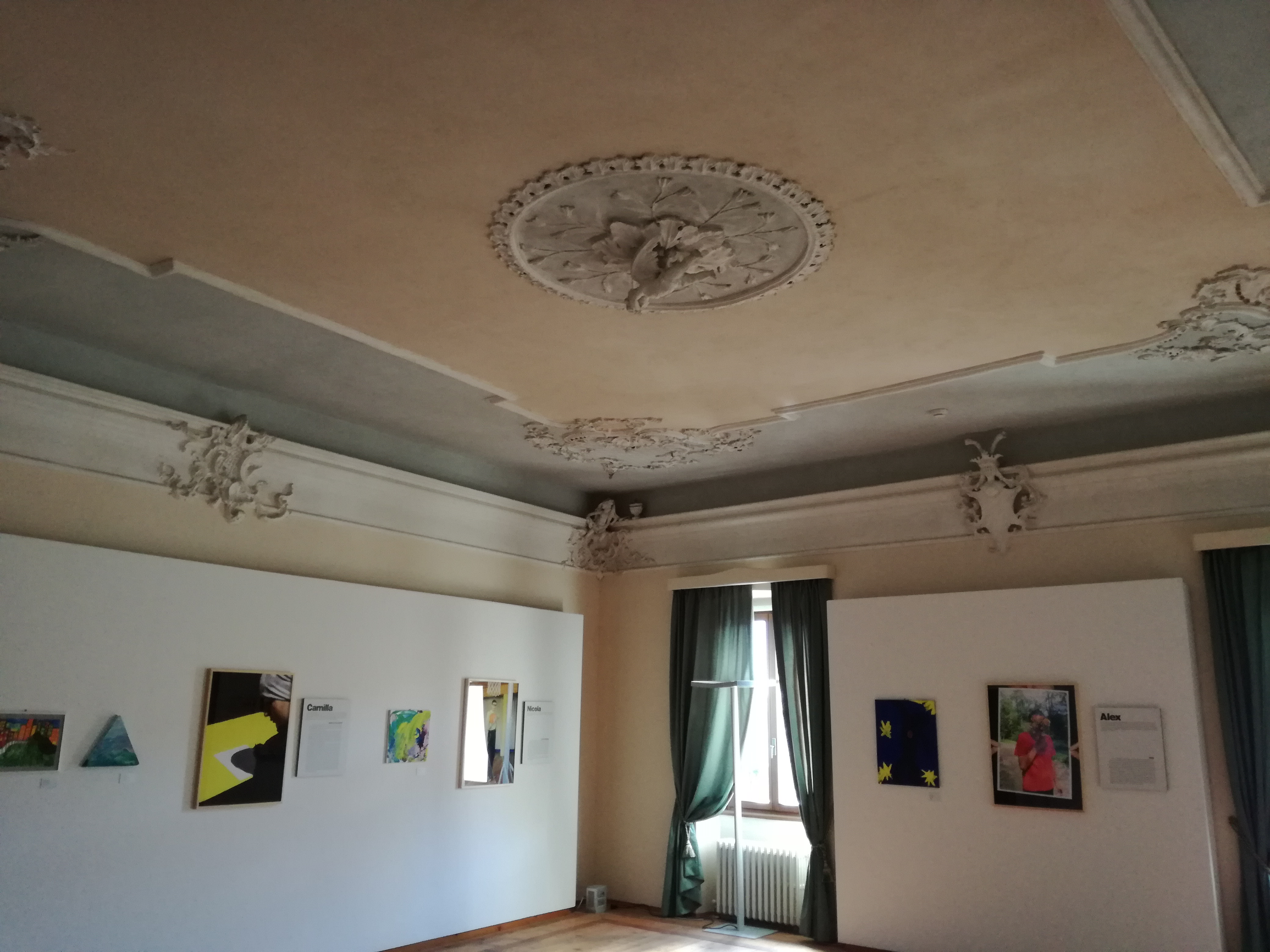
Salone degli Stucchi